# Знаки почтовой оплаты Украины (2003)
Знаки почтовой оплаты Украины (2003) — перечень (каталог) знаков почтовой оплаты (почтовых марок), введённых в обращение почтой Украины в 2003 году.
В 2003 году было выпущено 65 почтовых марок, в том числе 64 памятные (коммеморативные) почтовые марки и одна стандартная марка шестого выпуска. Тематика коммеморативных марок охватывала юбилеи выдающихся деятелей культуры, памятники архитектуры Украины, знаменательные даты, виды представителей фауны и флоры и другие сюжеты.
Все почтовые марки, введённые в обращение почтой Украины в 2003 году, напечатаны государственным предприятием «Полиграфический комбинат „Украина“».

## Список коммеморативных марок
Порядок следования элементов в таблице соответствует номеру по каталогу марок Украины на официальном сайте Укрпочты (укр. КМД УДППЗ «Укрпошта»), в скобках приведены номера по каталогу «Михель».
| № по каталогу | Изображение | Описание и источники | Номинал          | Дата выпуска          | Тираж   | Художник                   |
| --- | ----------- | --- | ---------------- | --------------------- | ------- | -------------------------- |
| № 488 (Mi #548) № 489 (Mi #495) № 490 (Mi #550) |             | Зчіпка «Українські народні казки»: Коза-дереза; Солом'яний бичок; Лисиця та журавель. с укр. — «Сцепка „Украинские народные сказки“: - Коза-дереза; - Соломенный бычок; - Лисица и журавль». | 0,45 гривны      | 17 января 2003 года   | 500 000 | Кость Лавро                |
| № 491 (Mi #551) |             | Ковзанярський спорт. с укр. — «Конькобежный спорт». | 0,65 гривны      | 24 января 2003 года   | 500 000 | Валерий Евтушенко          |
| № 492 (Mi #552) № 493 (Mi #553) № 494 (Mi #554) № 495 (Mi #555) |             | Зчіпка «Історія війська в Україні»: Війни з готами IV ст.; Спілка з гунами V ст.; Походи на Балкани VI ст. Аварська навала VI ст. с укр. — «Сцепка из серии „История войска Украины“: - Войны с готами (IV век); - Союз с гуннами (V век); - Походы на Балканы (VI век); - Аварское нашествие (VI век)». | 0,45 гривны      | 7 февраля 2003 года   | 300 000 | Юрий Логвин                |
| № 496 (Mi #556) № 497 (Mi #557) |             | Зчіпка серії «Суднобудування в Україні»: Пароплав «Грізний»; Корабель «Одеса». с укр. — «Сцепка из серии „Судостроение на Украине“: - Пароход „Грозный“; - Пароходофрегат „Одесса“». | 1,00 гривна      | 14 февраля 2003 года  | 500 000 | Валерий Руденко            |
| № 498 (Mi #558) |             | Микола Аркас (1853—1909). с укр. — «Николай Аркас (1853—1909)». | 0,45 гривны      | 21 февраля 2003 года  | 300 000 | Наталия Михайличенко       |
| № 499 (Mi #559) № 500 (Mi #560) № 501 (Mi #561) |             | Блок «Яворівський національний природний парк»: Рибалочка; Зозулині черевички; Сатурнія мала. с укр. — «Блок „Яворовский национальный природный парк“: - Зимородок (Alcedo atthis); - Венерин башмачок (Cypripedium calceolus); - Павлиноглазка малая (Eudia pavonia)». | 1,00 1,50 гривны | 3 марта 2003 года     | 50 000  | Геннадий Кузнецов          |
| № 502 (Mi #562) № 503 (Mi #563) |             | Зчіпка «Європа»: мистецтво плаката. с укр. — «Сцепка „Европа“: искусство плаката». | 1,75 гривны      | 21 марта 2003 года    | 150 000 | Алексей Штанко             |
| № 504 (Mi #564) |             | Серія «Конструктори ракет»: Олександр Засядько. 1779—1837. с укр. — «Серия „Конструкторы ракет“: - Александр Засядько (1779—1837)». | 0,45 гривны      | 11 апреля 2003 года   | 250 000 | Василий Василенко          |
| № 505 (Mi #565) |             | Серія «Конструктори ракет»: Костянтин Константинов. 1817—1871. с укр. — «Серия „Конструкторы ракет“: - Константин Константинов (1817—1871)». | 0,65 гривны      | 11 апреля 2003 года   | 250 000 | Василий Василенко          |
| № 506 (Mi #566) |             | Серія «Конструктори ракет»: Валентин Глушко. 1908—1989. с укр. — «Серия „Конструкторы ракет“: - Валентин Глушко (1908—1989)». | 0,70 гривны      | 11 апреля 2003 года   | 250 000 | Василий Василенко          |
| № 507 (Mi #567) |             | Серія «Конструктори ракет»: Володимир Челомей. 1914—1984. с укр. — «Серия „Конструкторы ракет“: - Владимир Челомей (1914—1984)». | 0,80 гривны      | 11 апреля 2003 года   | 250 000 | Василий Василенко          |
| № 508 (Mi #568) |             | Товариство Червоного Хреста України. с укр. — «Общество Красного Креста Украины». | 0,45 гривны      | 18 апреля 2003 года   | 500 000 | Василий Василенко          |
| № 509 (Mi #569) |             | «Дніпропетровська область». с укр. — «Днепропетровская область». | 0,45 гривны      | 21 апреля 2003 года   | 250 000 | Александр Калмыков         |
| № 510 (Mi #570) |             | «Львівська область». с укр. — «Львовская область». | 0,45 гривны      | 8 мая 2003 года       | 500 000 | Александр Калмыков         |
| № 511 (Mi #571) |             | Серія «Гетьмани України»: Кирило Розумовський. с укр. — «Серия „Гетманы Украины“: - Гетман Кирилл Разумовский». | 0,45 гривны      | 22 мая 2003 года      | 250 000 | Юрий Логвин                |
| № 512 (Mi #572) |             | Серія «Гетьмани України»: Іван Скоропадський. с укр. — «Серия „Гетманы Украины“: - Гетман Иван Скоропадский». | 0,45 гривны      | 22 мая 2003 года      | 250 000 | Юрий Логвин                |
| № 513 (Mi #573) |             | Блок «Володимир Мономах». с укр. — «Блок „Владимир Мономах“». | 3,50 гривны      | 28 мая 2003 года      | 100 000 | Катерина Штанко            |
| № 514 (Mi #574) № 515 (Mi #575) № 516 (Mi #576) № 517 (Mi #577) № 518 (Mi #578) № 519 (Mi #579) № 520 (Mi #580) № 521 (Mi #581) № 522 (Mi #582) № 523 (Mi #583) № 524 (Mi #584) № 525 (Mi #585) |             | Малий поштовий аркуш «Сови України»: Пугач; Сова довгохвоста; Сова сіра; Сова бородата; Сичик-горобець; Сич волохатий; Совка; Сич хатній; Сипуха; Сова вухата; Сова болотяна; Сова яструбина. с укр. — «Малый почтовый лист „Совы Украины“: - Филин (Bubo bubo); - Длиннохвостая неясыть (Strix uralensis); - Серая неясыть (Strix aluco); - Бородатая неясыть (Strix nebulosa); - Воробьиный сыч (Glaucidium passerinum); - Мохноногий сыч (Aegolius funereus); - Совка (Otus scops); - Домовый сыч (Athene noctua); - Сипуха (Tyto alba); - Ушастая сова (Asio otus); - Болотная сова (Asio flammeus); - Ястребиная сова (Surnia ulula)». | 0,45 гривны      | 20 июня 2003 года     | 150 000 | Александр Легкобит         |
| № 526 (Mi #586) |             | Олександр Мишуга (1853—1922). с укр. — «Александр Мишуга (1853—1922)». | 0,45 гривны      | 20 июня 2003 года     | 220 000 | Василий Василенко          |
| № 528 (Mi #588) |             | Серія «Київ очима художників»: Краєвид Подолу з Щекавиці. Кінець 1840-х. Михайло Сажин. с укр. — «Серия „Киев глазами художников“: - „Вид на Подол с Щекавицы“ (Михаил Сажин, конец 1840-х)». | 0,45 гривны      | 18 июля 2003 года     | 200 000 | Оксана Тернавская          |
| № 529 (Mi #589) |             | Серія «Київ очима художників»: Залишки монастиря Св. Ірини. 1846. Михайло Сажин. с укр. — «Серия „Киев глазами художников“: - „Руины монастыря св. Ирины“ (Михаил Сажин, 1846)». | 0,45 гривны      | 18 июля 2003 года     | 200 000 | Оксана Тернавская          |
| № 530 (Mi #590) |             | Серія «Київ очима художників»: Краєвид старого міста з Ярославового Валу. 1854. Василь Тімм (Георг Вільгельм). с укр. — «Серия „Киев глазами художников“: - „Вид старого города с Ярославова Вала“ (Василий Тимм (Георг Вильгельм), 1854)». | 0,45 гривны      | 18 июля 2003 года     | 200 000 | Оксана Тернавская          |
| № 531 (Mi #591) |             | Серія «Київ очима художників»: Києво-Печерська лавра. Успенський собор. 1857. Василь Тімм (Георг Вільгельм). с укр. — «Серия „Киев глазами художников“: - „Киево-Печерская лавра: Успенский собор“ (Василий Тимм (Георг Вильгельм), 1857)». | 0,45 гривны      | 18 июля 2003 года     | 200 000 | Оксана Тернавская          |
| № 532 (Mi #592) № 533 (Mi #593) |             | Зчіпка «Свято Маковія, Свято Спаса». с укр. — «Сцепка: - Маккавей; - Яблочный Спас». | 0,45 гривны      | 25 июля 2003 года     | 200 000 | Валерий Евтушенко          |
| № 534 (Mi #594) |             | Борис Гмиря (1903—1969). с укр. — «Борис Гмыря (1903—1969)». | 0,45 гривны      | 5 августа 2003 года   | 150 000 | Лариса Корень              |
| № 535 (Mi #595) № 536 (Mi #596) |             | Блок «Манявський скит». с укр. — «Блок „Манявский скит“». | 1,25 гривны      | 15 августа 2003 года  | 100 000 | Кость Лавро                |
| № 537 (Mi #597) |             | Євпаторії — 2500. с укр. — «Евпатории — 2500». | 0,45 гривны      | 29 августа 2003 года  | 500 000 | Василий Василенко          |
| № 538 (Mi #598) № 539 (Mi #599) |             | Зчіпка Спільний випуск України з Естонією. «Шлях з варягів у греки» (2 марки): Слов'яни на бойовій лодії; Висадка скандинавських моряків. с укр. — «Совместный выпуск Украины и Эстонии: сцепка „Путь из варяг в греки“ (2 марки): - Славяне на боевой ладье; - Высадка скандинавских моряков». | 0,80 гривны      | 17 сентября 2003 года | 99 000  | Оксана Тернавская Жан Саар |
| № 540 (Mi #600) |             | «Хмельницька область». с укр. — «Хмельницкая область». | 0,45 гривны      | 26 сентября 2003 года | 250 000 | Александр Калмыков         |
| № 541 (Mi #601) |             | «Миколаївська область». с укр. — «Николаевская область». | 0,45 гривны      | 4 октября 2003 года   | 250 000 | Александр Калмыков         |
| № 542 (Mi #602) |             | «Запорізька область». с укр. — «Запорожская область». | 0,45 гривны      | 11 октября 2003 года  | 250 000 | Александр Калмыков         |
| № 543 (Mi #603) |             | «Григорій Квітка-Основ’яненко 1778—1843». с укр. — «Григорий Квитка-Основьяненко (1778—1843)». | 0,45 гривны      | 14 ноября 2003 года   | 150 000 | Геннадий Кузнецов          |
| № 544 (Mi #604) |             | «Голодомор 1932—1933». с укр. — «Голодомор (1932—1933)». | 0,45 гривны      | 21 ноября 2003 года   | 100 000 | Кость Лавро                |
| № 545 (Mi #605) |             | «Різдво». с укр. — «Рождество». | 0,45 гривны      | 25 ноября 2003 года   | 200 000 | Николай Кочубей            |
| № 546 (Mi #606) |             | «З Новим Роком!». с укр. — «С Новым годом!». | 0,45 гривны      | 25 ноября 2003 года   | 220 000 | Катерина Штанко            |
| № 547 (Mi #607) № 548 (Mi #608) № 549 (Mi #609) № 550 (Mi #610) № 551 (Mi #611) № 552 (Mi #612)                                                                                                 |             | Блок «Український народний одяг». с укр. — «Блок „Украинский народный костюм“». | 0,45 гривны      | 19 декабря 2003 года  | 100 000 | Николай Кочубей            |
| № 547 (Mi #607) № 548 (Mi #608) |             | Зчіпка «Український народний одяг. Харківщина»: Благовіщення; Свято Андрія. с укр. — «Сцепка „Украинский народный костюм: Харьковщина“: - Благовещение - Праздник Андрея». | 0,45 гривны      | 19 декабря 2003 года  | 100 000 | Николай Кочубей            |
| № 549 (Mi #609) № 550 (Mi #610) |             | Зчіпка «Український народний одяг. Сумщина»: Сватання; Перед вінцем. с укр. — «Сцепка „Украинский народный костюм: Сумщина“: - Сватовство; - Девичник». | 0,45 гривны      | 19 декабря 2003 года  | 100 000 | Николай Кочубей            |
| № 551 (Mi #611) № 552 (Mi #612) |             | Зчіпка «Український народний одяг. Донеччина»: Масниця; Обжинки. с укр. — «Сцепка „Украинский народный костюм: Донетчина“: - Масленица; - Обжинки». | 0,45 гривны      | 19 декабря 2003 года  | 100 000 | Николай Кочубей            |

## Шестой выпуск стандартных марок (2002—2006)
В 2003 году продолжен выпуск стандартных марок независимой Украины. Выпущена одна почтовая марка шестого выпуска (2002—2006) номиналом 0,65 гривны.
Порядок следования элементов в таблице соответствует номеру по каталогу марок Украины на официальном сайте Укрпочты (укр. КМД УДППЗ «Укрпошта»), в скобках приведены номера по каталогу «Михель».
| № по каталогу   | Изображение | Описание и источники                             | Номинал     | Дата выпуска     | Тираж    | Художник           |
| --------------- | ----------- | ------------------------------------------------ | ----------- | ---------------- | -------- | ------------------ |
| № 527 (Mi #587) |             | «Горошок запашний». с укр. — «Душистый горошек». | 0,65 гривны | 4 июля 2003 года | массовый | Александр Калмыков |

## Комментарии
1. ↑  Коммеморативные марки — обобщённое название специальных художественных (памятных, юбилейных и других) почтовых марок. Для упрощения терминологии в случаях, когда требуется лишь подчеркнуть, что данная марка не является общеупотребляемой (то есть стандартной), под термином «коммеморативная марка» подразумевают, кроме перечисленных выше, также тематические (рисунки которых, посвящены определённой теме коллекционирования) марки. Также все упомянутые марки, объединённые термином «коммеморативная», имеют общую черту: как правило, такие марки изготовляются на высоком полиграфическом уровне[3].
2. ↑  Ниже приведён перечень памятных художественных марок (с возможностью сортировки по номиналу, тиражу и дате введения в обращение).
3. ↑  Ниже приведён перечень стандартных марок (с возможностью сортировки по номиналу, тиражу и дате введения в обращение).